# Leuctra klapperichi
Leuctra klapperichi är en bäcksländeart som beskrevs av Murányi 2005. Leuctra klapperichi ingår i släktet Leuctra och familjen smalbäcksländor. Inga underarter finns listade i Catalogue of Life.